# Emily Fields
Emily Catherine Fields è un personaggio immaginario, protagonista della serie televisiva thriller/teen drama Pretty Little Liars, tratta dalla serie di romanzi Giovani, carine e bugiarde di Sara Shepard. La serie televisiva è in onda dall'8 giugno 2010 sul canale statunitense ABC Family. Emily è interpretata da Shay Mitchell e doppiata da Chiara Gioncardi.

## Personaggio

### Carattere
Emily è il capitano della squadra di nuoto della Rosewood High School. È una ragazza dall'animo dolce, timido ma allo stesso tempo forte e perseverante, quasi testardo. Delle quattro ragazze, Emily è quella che ha sofferto di più per la scomparsa di Alison, poiché per lei la ragazza non era solo un'amica, ma qualcosa di più.
Emily ha un carattere molto diffidente: raramente riesce a fidarsi completamente delle persone che la circondano, a causa del suo essere sempre sotto pressione dai genitori e dai coetanei.
Sin dai primi episodi della prima stagione, Emily capisce di essere lesbica. Capisce, infatti, di essere attratta dalla sua nuova vicina di casa, Maya, appena trasferita nella vecchia casa di Alison. All'inizio sembrerà reprimere i suoi sentimenti, ma poi accetta la propria natura.

### Aspetto fisico
Nella serie di romanzi, Emily è descritta come una ragazza di media statura dai capelli castano miele e gli occhi verdi e dalle spalle larghe e atletiche.
Nella serie televisiva, invece, i capelli sono marrone scuro e lunghi (nella 3ª stagione) e gli occhi castano scuro.

## Nei romanzi
Il personaggio di Emily, tranne nel fisico, non subisce enormi cambiamenti nella trasposizione televisiva rispetto ai libri. Nella serie di romanzi Emily appartiene ad una famiglia benestante e conservatrice. Emily è obbligata a essere "la figlia perfetta", che va in chiesa e ottiene ottimi voti, ma in realtà è interiormente molto travagliata. Deve fare i conti con la propria omosessualità. In realtà, Emily sospettava di essere gay sin da quando, in seconda media, aveva baciato Alison in biblioteca. La famiglia, molto chiusa e rigida, vede la sua sessualità "diversa" e "sbagliata" e cercherà in tutti i modi di farla tornare sulla retta via. In realtà, nei libri scoprirà in seguito di essere bisessuale e di essere attratta anche da ragazzi.
Nei libri, i genitori scopriranno la sessualità della figlia quando A distribuisce al pubblico della sua gara di nuoto volantini che ritraggono Emily e Maya mentre si baciano.
Emily sarà la più traumatizzata dal rinvenimento del cadavere di Alison; nutriva, infatti, una devozione quasi maniacale per la ragazza.
Sempre nei romanzi, Emily sarà protagonista di molti fatti omessi nella serie televisiva, come essere stata molestata da un insegnante, l'aver partorito una figlia per poi darla in adozione e aver simulato la propria morte per ritrovare e arrestare la vera Alison.

## Nella serie televisiva
Nella serie TV, Emily è figlia di Pam e Wayne Fields, una coppia repubblicana dai valori tradizionali. Il padre è un soldato dell'esercito ed è spesso lontano da casa in missione (in una di queste verrà a mancare), mentre la madre nel corso della serie cambia spesso lavoro.
Dopo che Aria ritorna a Rosewood, Emily si riunisce con il vecchio gruppo di amiche (Hanna, Spencer e Aria).

### Prima stagione
Sin dall'inizio della serie, Emily si innamora della nuova vicina di casa, Maya St Germain. Le due ragazze andranno insieme ad una festa e scatteranno alcune foto in cui si baciano nella macchina per fototessere. Tuttavia, A intercetta le foto e le pubblica, mostrando a tutti l'omosessualità della ragazza.
Come se non bastasse, in casa di Maya viene ritrovato il corpo sfregiato di Alison. Emily sarà sconvolta della scoperta, anche perché era convinta che chi mandasse gli sms anonimi, A, fosse proprio Alison.
Emily stringerà un buon rapporto con Toby Cavanough quando dovrà aiutarlo con ripetizioni scolastiche. Tuttavia si allontanerà da lui quando sospetterà che egli sia A.
Emily avrà uno scontro con Paige, compagna di nuoto, per il ruolo di capitano. Paige tenterà addirittura di affogarla in piscina. In realtà, il comportamento aggressivo della ragazza è dato dalla sua omosessualità. Per questo si terrà in buoni rapporti con Emily.
Emily è in macchina mentre Spencer, in chiesa, viene attaccata da Ian, suo cognato, il quale tenta di ucciderla buttandola giù dal campanile. Tuttavia, il vero A arriva all'improvviso e spinge l'uomo giù dalla torretta, strozzandolo nelle campane. Emily soccorre Spencer ed è sconvolta quando l'ufficiale di polizia afferma che il corpo di Ian è scomparso dal campanile.

### Seconda stagione
Il poliziotto Garrett Raynolds, amico di Emily, le accompagna in centrale di polizia avvertendole su cosa dire durante l'interrogatorio. La mattina dopo, i genitori iscrivono le ragazze ad una terapia di gruppo da una psicologa, la dottoressa Sallivan.
Girano voci che Ian sia ancora vivo e che si stia nascondendo. Così Emily e le altre ragazze seguono la sorella di Spencer, Melissa, in un fienile abbandonato in campagna. Entrando nel fienile, sentono Melissa urlare disperata e vedono Ian steso a terra in una pozza di sangue con in mano una pistola e un biglietto di confessione. Emily non crede che l'uomo si sia suicidato, anzi ritiene che sia stato ucciso da A.
Emily scopre poi che Garrett è in realtà in combutta con Jenna, sorella di Toby, e che i due sono intenzionati a nascondere a ogni costo ciò che è successo la notte della scomparsa di Alison.
A invia ad Emily, Hanna, Aria e Spencer alcuni sms che fanno loro intendere che la loro psicologa, scomparsa da giorni, sia stata uccisa e sepolta da A. A invia lor anche alcune coordinate in cui sarebbe sepolta la terapeuta. Le ragazze così scavano nel bosco per salvare la psichiatra, ma era tutta una trappola: la polizia fraintende il loro comportamento e le arresta.
Il detective Wilden le ha trovate con in mano le stesse pale che uccisero Alison, per cui le accusa dell'omicidio.
Emily e depressa perché Maya è ormai scomparsa da settimane; la ragazza si tiene in contatto con lei, ma Emily è molto preoccupata. Maya scappò perché minacciata da un ragazzo che aveva conosciuto durante la scorsa estate.
Emily sa che Melissa, sorella di Spencer, aveva un ottimo movente per uccidere Alison: la ragazza, infatti, si incontrava con Ian mentre egli stava con Melissa. Perciò, le ragazze credono che Melissa sia A.
Capiscono che Melissa sarà presente come A al ballo della scuola ed Emily resta con Aria e Hanna a sorvegliare la festa. Intanto, Spencer è con Mona Vanderwaal diretta ad un motel dove pensa possa trovarsi il covo di A. Forzando la serratura, rinviene un locale pieno di macabre attrezzature usate dallo stalker. Tuttavia Spencer capisce che Mona è A.Infatti, Mona la colpisce il testa e la tiene in ostaggio. Emily riceve però una telefonata di Spencer in viva voce in cui sente la confessione di Mona. Emily si precipita a salvare Spencer e dopo una lotta spinge Mona da un burrone.
Arrivati a Rosewood, la madre di Emily è terrorizzata e dice che la polizia ha riesumato un cadavere: quello di Maya.

### Terza stagione
5 mesi dopo la scoperta di Mona come A, le ragazze si riuniscono a passare una serata insieme. Tuttavia Emily si ubriaca e vaga tutta la notte per Rosewood. Si ritrova davanti alla tomba di Alison e vede che il corpo è stato trafugato.
Emily ha il terrore di essere accusata dello spostamento del cadavere, ma le amiche la tranquillizzano dicendo che non c'erano prove.
Emily e le altre realizzano che Mona non lavorava da sola, ma era aiutata da qualcuno, qualcuno che buttò Ian dal campanile e che continua a mandare messaggi alle ragazze.
Emily fa amicizia con un ragazzo che si presenta come cugino di Maya, Nate. I due si ritrovano per passare insieme una vacanza in una casa sul lago dove spesso andava Maya. Tuttavia, quando sono li, Nate si rivela essere il maniaco che minacciava Maya e non suo cugino, e ha intenzione di uccidere Paige sotto gli occhi di Emily. La ragazza riesce a scappare e mentre lotta con Nate finisce per uccidere il ragazzo con un coltello.
Mentre è in stazione di polizia a trovare la madre, Emily nota appesa in bacheca una foto che mostra Alison abbracciata al detective Wilden su una spiaggia della Georgia in estate. Capisce che i due avevano una relazione e che quindi Wilden è implicato nell'omicidio di Alison. Emily conosce inoltre due vecchia amiche di Alison, Shana Fring e CeCe Drake.
Mona è tornata, ma le ragazze non si fidano di lei per ciò che ha fatto. Inoltre intuiscono che Mona è ancora in combutta con qualcun altro, con BigA. Seguono la ragazza nel luogo dove si sarebbe dovuta incontrare con BigA e la incastrano, ma Mona spiega che in realtà finge di stare dalla parte del nemico per poter scoprire la sua identità. Tuttavia è tardi: BigA dà fuoco al capanno e le ragazze soffocano per il fumo.
Cappotto Rosso però trascina fuori le ragazze e le salva. Hanna riesce a vedere chi è: è Alison.

### Quarta stagione
A Rosewood sono ormai giorni che il detective Wilden è scomparso. La sua auto, tuttavia, è stata messa da BigA nel garage di Hanna. Curiosando nella vettura, Hanna vede un video in cui viene mostrata sua madre, Ashley Marin, che investe Wilden con la propria auto: tuttavia Shana e Jenna lo aiutano a rialzarsi.
Viene trovato il cadavere di Wilden e secondo l'autopsia è stato ucciso con due colpi di pistola.
Hanna è convinta che sia stata la madre a uccidere Wilden, anche perché non era a casa nei giorni dell'omicidio. Inoltre trova una pistola nell'armadio della donna (in realtà messa lì da A).
Emily accompagna Spencer ad una confraternita in cui, secondo la ragazza, si nascondeva Alison. Qui Spencer scopre una stanza segreta con un telefono collegato con casa DiLaurentis.
Emily viene contattata da Alison, che la prega di inviarle dei soldi per sopravvivere. Emily decide di fidarsi, ma Paige la scopre e denuncia a tutti che Alison è viva.
Emily scopre inoltre che Ezra conosceva Aria prima di incontrarla e che le stava solo usando per scrivere il suo libro di genere Thriller. Disgustata, ordina ad Aria di lasciare Ezra.
Aria, Hanna, Emily e Spencer si dirigono a New York dopo che Alison ha richiesto loro di incontrarle li. Quando la trovano, si riabbracciano e discutono sulle dinamiche della scomparsa di Alsion. Tuttavia, A le trova e cerca di sparare alle ragazze. Emily e le amiche scappano fin sul tetto e quando sembrano spacciate, Ezra arriva per scusarsi con Aria e le salva, ricevendo però un proiettile nello stomaco da A.
A Rosewood, la madre di Alison viene uccisa e sepolta in giardino da BigA.

### Quinta stagione
Le ragazze seguono Ezra in ospedale e sperano che si salvi. Aria tranquillizza le amiche dicendo loro di tornare nel nascondiglio da Alison mentre lei sarebbe rimasta accanto ad Ezra.
Dopo un giorno, Ezra si sveglia e confessa ad Aria che Shana è A. Terrorizzata, Aria scopre che Shana vuole uccidere le sue amiche nel nascondiglio. In effetti, Shana le trova e mentre sta per sparare loro con un fucile canne mozze, Aria le arriva alle spalle, la colpisce facendola precipitare sei metri in basso, uccidendola.
Tornate a Rosewood, Alison deve inventare una storia per la polizia che giustifichi la sua sparizione, ma la ragazza ha perso le sue abilità di bugiarda e la polizia sospetta di lei.
Emily è diffidente nei confronti di Alison, perché la ragazza l'ha fatta soffrire molto in passato, e anche perché capisce che la ragazza è ancora una bugiarda cronica e perfida.

### Sesta stagione
Aria, Spencer, Hanna, Emily e Mona cercano di fuggire dalla casa delle bambole di A. Una volta libere, Emily si avvicina sempre di più a Sara, infatti la ragazza declina l'offerta che gli era stata fatta da una vecchia amica conosciuta durante il suo viaggio in Thailandia, e le due si baciano. 
Emily torna insieme alle altre ragazze a Rosewood, dopo essere state cinque anni distanti, quando Alison si rivolge a tutte loro, chiedendogli di tornare e fare una dichiarazione a favore di Charlotte per ottenere le sue dimissioni dall'ospedale psichiatrico. Emily, d'altra parte, continua a mentire sulla sua vita in California ed è distrutta per la morte del padre.
Sua mamma trova una lettera in cui scopre che Emily non frequenta più l'università così raggiunge la figlia per chiedergli spiegazioni ma la ragazza si accorge che Sara le sta osservando. Mentre è a casa di Aria, Hanna vede Emily mentre si fa un'iniezione e,preoccupata, decide di affrontare l'amica Emily quindi confessa che sta seguendo una terapia per poter donare i suoi ovuli.

### Settima stagione
Emily riceve una chiamata nella notte da parte di Alison ricoverata al Ridley, ma il Dr. Elliott le impedisce di visitare la sua amica. Emily inizia a uscire ufficialmente con Sabrina. Si sveglia tardi e non riesce a fare un importante test alla Hollis, ma grazie ad A.D. passa comunque il test.  Nel frattempo, Emily e Sabrina si sentono distanti le une dalle altre poiché quest'ultima vorrebbe sapere cosa stia succedendo alla sua ragazza, al contrario di Emily che non vuole preoccupare Sabrina con la storia di A.D. Alison nel frattempo scopre essere incinta del bambino di Elliott e per avere qualcuno con cui confidarsi, decide di dire la verità ad Emily: le due più tardi arrivano a baciarsi. 
Emily e Paige vengono presentate al personale della Rosewood High come coach di nuoto e supervisore dipartimentale, rispettivamente. Alison, nel frattempo, inizia a sentirsi in pericolo ora che Paige potrà lavorare al fianco di Emily e inizia ad essere scontrosa con entrambe, ricordando il suo carattere che aveva al liceo. Alison e Emily discutono la gelosia della ragazza nei confronti di Paige, e dopo un acceso dibattito durante una riunione del personale scolastico, le cose sembrano prendere una scomoda posizione. 
Emily si rifiuta di continuare a giocare con A.D. e lascia le quattro ragazze a casa di Spencer dove erano riunite fino a quel momento. Il turno di Alison al gioco da tavolo la costringe a prendere una decisione drastica sull'interrompere la gravidanza, ma non appena A.D le ricorda di quando era all'ospedale psichiatrico e di quando venne portata, drogata, in una sala operatoria cambia tutto: in quel momento infatti, gli ovuli donati da Emily nella stagione precedente furono impiantati all'interno dell'utero della ragazza, rendendo di conseguenza Emily la madre biologica del figlio di Alison.
Emily continua ad allenare la squadra di nuoto della Rosewood High con Paige nonostante a quest'ultima venga proposta un'offerta migliore in una prestigiosa università fuori Rosewood. Dapprima decisa a lasciarsi il tempo del liceo alle spalle, in un secondo momento -Paige spia nella borsa di Alison trovando i fogli e qualche dépliant sull'aborto che la ragazza ha deciso di praticare- decide di rimanere per poterci riprovare con Emily. Emily incoraggia Ali a non abortire e a crescere insieme il bambino. 
Rendendosi conto che Emily ama Alison, Paige lascia Rosewood definitivamente, ma solamente dopo aver chiesto ad Alison se ricambiasse i sentimenti di Emily: la ragazza non dice in modo diretto di amarla ma descrive come si sente con lei, confermando così di provare davvero qualcosa per Emily. Alison, infine, ammette i suoi sentimenti ad Emily rivelandole il suo amore, e le due si baciano. 
A.D., parallelamente, invia alle ragazze un timer, facendo uso del telefono nel gioco da tavolo, con la scritta "SCEGLIETE O PERDETE": entro le 36 ore che lo stalker ha messo a disposizione per loro, una delle liars deve scegliere di consegnarsi spontaneamente alla polizia e di rivelarsi colpevole dell'uccisione di Archer; Prima che il timer scada, le ragazze decidono di passare un'ultima notte di libertà con i rispettivi partner: Alison organizza una piccola cena per Emily in un bosco e alla fine della serata le due fanno l'amore. Emily e Alison hanno due figlie, Lily e Grace. Le ragazze organizzano una festa per Ezra e Aria. Emily, alla festa, vede sua madre dare qualcosa ad Alison. Arrivate a casa, Alison confessa di voler sposare Emily. Le Liars, infine, si abbracciano per l'ultima volta

### Pretty Little Liars: The Perfectionists
Sono passati due anni dalla rivelazione di A.D. ed Emily e Alison si sono sposate e sono ancora co-genitori delle loro figlie gemelle. Tuttavia, faticano ancora ad andare oltre il loro complicato passato. Mentre si amano e rimangono sposati, è diventato difficile per loro fidarsi l'uno dell'altro e capire chi sono senza "A".
Nel quarto episodio, Alison ha ricevuto documenti dalla famiglia e dai tribunali della contea di Rosewood. Ha ignorato i documenti insieme all'afflusso di chiamate perse e messaggi da Emily. Quando Mona ha finalmente affrontato Alison, ha spiegato di aver visto una foto di Emily e delle ragazze su Instagram quella mattina. Emily non indossava la fede nuziale, il che presumeva significasse che se n'era andata. Mona l'aiutò a capire che se si fosse trasferita dall'altra parte del paese doveva aver saputo come sarebbe andata a finire, cosa che Alison ha ammesso di convincendosi che Beacon Heights fosse il nuovo inizio che pensava avrebbe aiutato il suo matrimonio.
Pochi giorni dopo, ha scritto a Emily che le dispiaceva per averla evitata, ma l'ultimo passo era stato davvero difficile per lei. Ha poi firmato i documenti del divorzio in lacrime e si tolse la fede nuziale, appoggiandola sui fogli mentre piangeva. Guardò solennemente una foto di lei, Emily e dei gemelli sul suo tavolo.

### Pretty Little Liars: Original Sin
Nel quinto episodio della seconda stagione, Tabby e Imogen irrompono nell'ufficio della dottoressa Sullivan e rovistano nei fascicoli della clinica privata, trovandone alcuni su Emily, Aria Montgomery, Spencer Hastings ed Hanna Marin.